# Risturn
Risturn reprezintă o reducere de preț calculată asupra ansamblului operațiilor efectuate cu același cumpărător pe o perioadă determinată. În fond, este o primă de fidelitate acordată periodic de către firmă, de obicei anual, pentru clienții săi permanenți. Un alt înțeles al termenului risturn este o reducere acordată de către furnizor clientului, pentru depășirea plafonului valoric anual al cumpăraturilor, care a fost stabilit prin contract. 
De regulă, un risturn se acordă în funcție de importanța clientului. 